# Penyora de Serracaixeta

La Penyora de Serracaixeta, respecte del terme de Castellcir

La Penyora de Serracaixeta és una muntanya de 850,4 metres d'altitud del terme municipal de Castellcir, a la comarca del Moianès.
Està situada en el sector nord del terme, a migdia de Santa Coloma Sasserra, al sud-oest de la masia de Serracaixeta, a llevant del Pla de Can Moianès, al nord-est de la urbanització de la Penyora, a la qual dona nom i al sud-est del Sot de les Pedres. El Camí de Santa Coloma Sasserra discorre pel seu vessant nord-oest. Presideix la carena que separa el torrent de Sauva Negra, al sud-est, de la Riera de Santa Coloma, al nord-oest.